# Кызылсу (Мангистауская область)
Кызылсу́ (каз. Қызылсу) — упразднённое село в Каракиянском районе Мангистауской области Казахстана. Входило в состав Бостанского сельского округа. Упразднено в 2018 году. Находится примерно в 32 км к северо-востоку от села Бостан, административного центра сельского округа. Код КАТО — 474233400.

## Население
В 1999 году численность населения села составляла 254 человека (130 мужчин и 124 женщины). По данным переписи 2009 года в селе проживало 57 человек (24 мужчины и 33 женщины).